# 제임스 디게일
제임스 프레더릭 디게일 MBE(영어: James Frederick DeGale, 1986년 2월 3일~)은 영국, 잉글랜드의 전직 권투 선수이다. 그는 영국 권투 선수로는 최초로 올림픽 금메달과 세계 챔피언에 오른 선수로 2008년 하계 올림픽에서 남자 미들급 금메달을 획득했고 2015년에는 IBF 슈퍼미들급 챔피언에 올랐다.